# Pro Arm

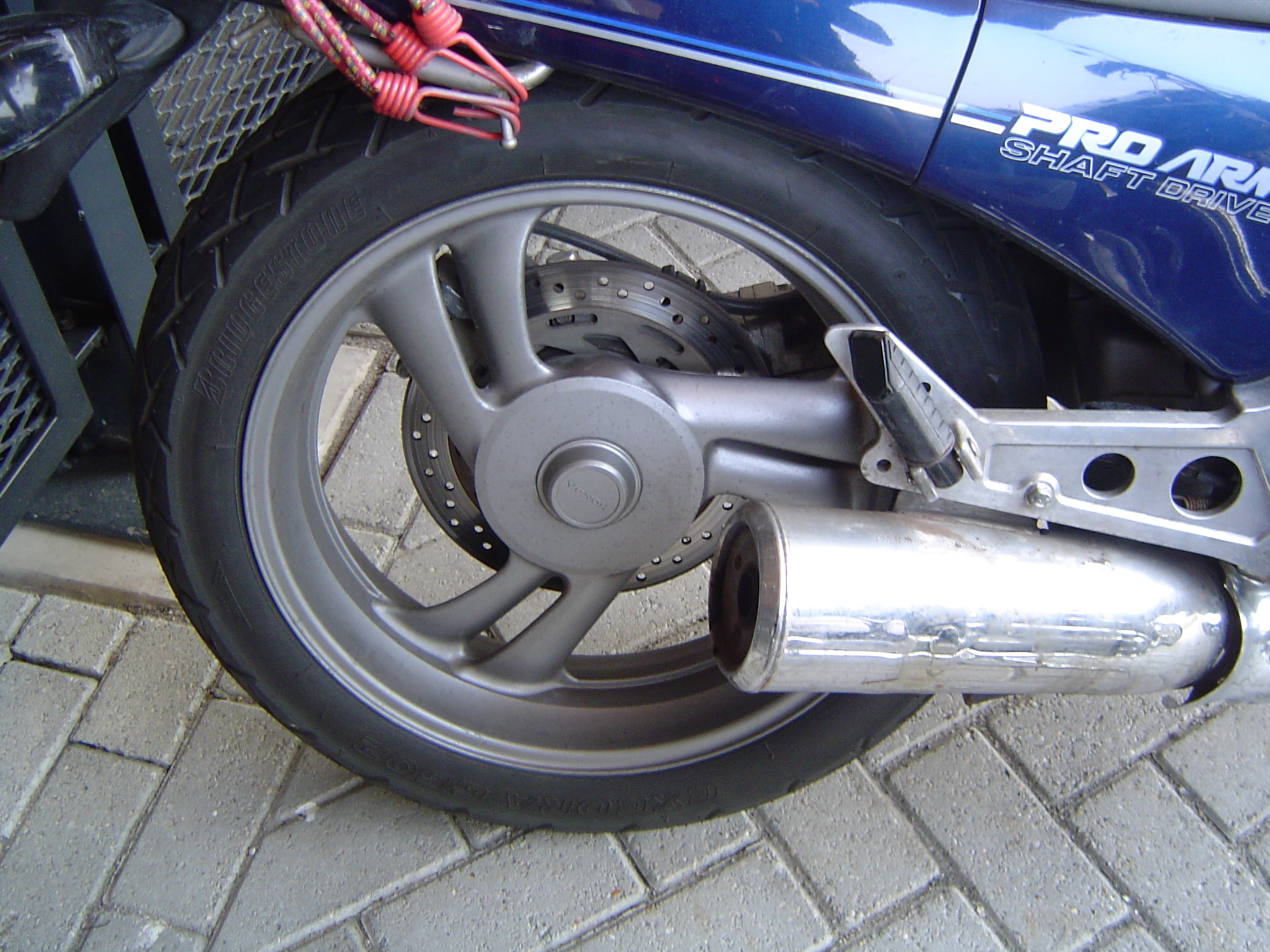
Pro Arm op een Honda NTV 650 Revere

Pro Arm is de benaming voor de enkelvoudige achterwielophanging van sommige Honda-motorfietsen.
Deze enkele swingarm werd ontwikkeld door het Franse ELF-wegraceteam van Serge Rosset. Hij noemde het systeem, dat ook naafbesturing op het voorwiel omvatte, VGC (Variation Géométrique Contrôlée). Het achterwielsysteem werd voor het eerst door Honda gebruikt op de lange afstandsracers in 1985. De VFR 400 R uit 1987 was de eerste straatmotor die ermee was uitgerust. Later werd Pro Arm op de meeste sportieve Honda’s toegepast.